# 宮城県道124号岩沼停車場線

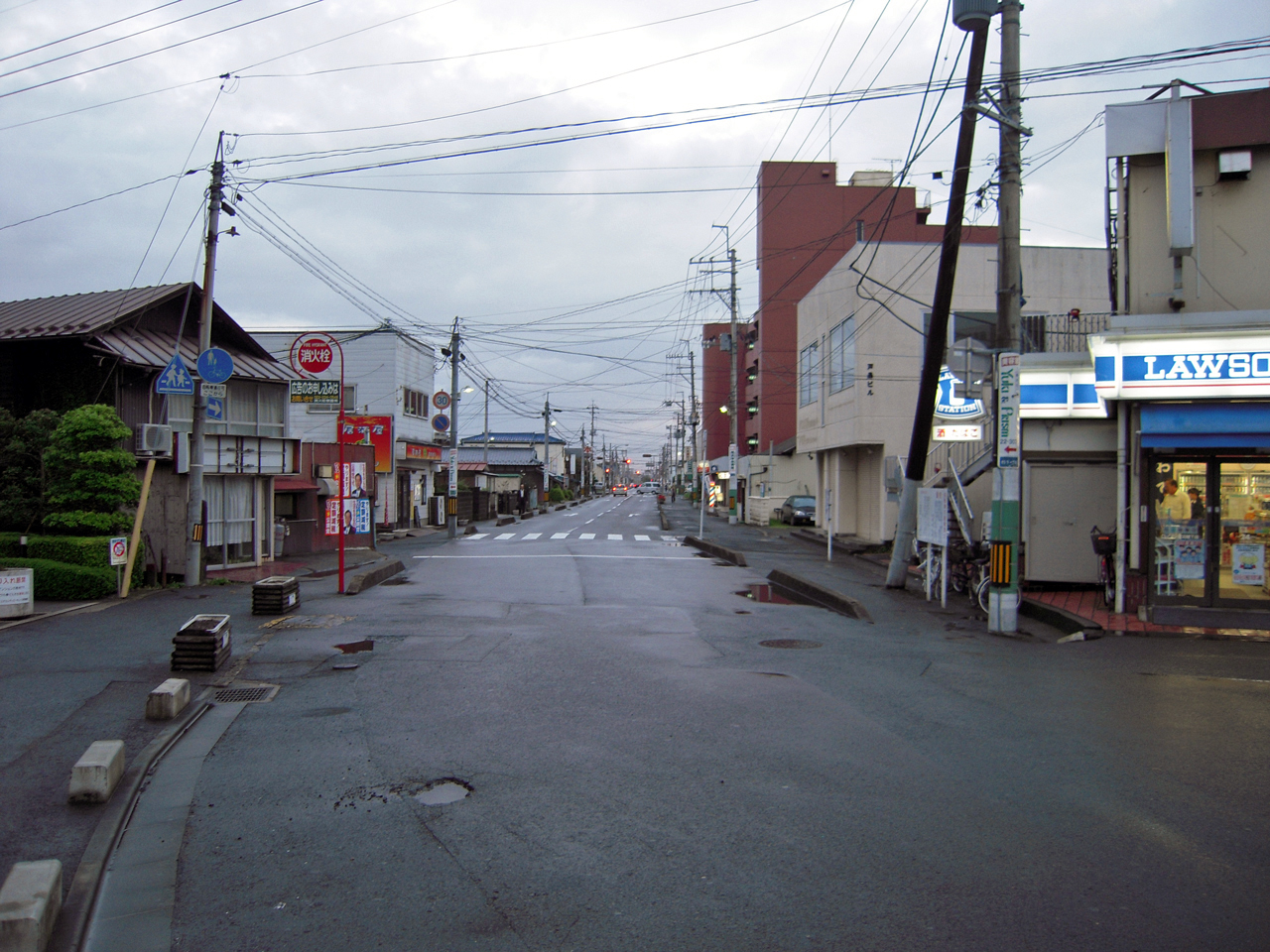
JR岩沼駅東口より国道4号方向を望む（2008年10月）

宮城県道124号岩沼停車場線（みやぎけんどう124ごう いわぬまていしゃじょうせん）は、宮城県岩沼市の東日本旅客鉄道 岩沼駅と宮城県道25号岩沼蔵王線を結ぶ一般県道である。

## 路線概要
- 起点：岩沼駅
  - 起点である岩沼駅東口は時計回りの一方通行であるため、自動車で起点から終点に向かうことはできない。
- 終点：岩沼市中央
  - 終点を示す県設置の道標は中央2丁目の旧道の国道4号上にあるが、岩沼市内の旧道の国道4号は国道でなくなってしまったため（年月不詳）、中央4丁目の岩沼蔵王線交点まで区間が延長されている。
- 総延長：1,079 m

## 通過する自治体
- 宮城県
  - 岩沼市

## 接続する道路
- 宮城県道25号岩沼蔵王線（岩沼市）

## 周辺
- 岩沼駅